# Drosanthemum luederitzii
Drosanthemum luederitzii är en isörtsväxtart som först beskrevs av Adolf Engler, och fick sitt nu gällande namn av Schwant. Drosanthemum luederitzii ingår i släktet Drosanthemum och familjen isörtsväxter. Inga underarter finns listade i Catalogue of Life.